# レイクライシス
『RAY CRISIS』（レイクライシス）は、タイトーから1998年にアーケートゲームとして発売された2D縦スクロールシューティングゲーム。『レイフォース』、『レイストーム』と続くRAYシリーズの3作目。前作までの要素を引き継ぎつつ、プレイヤーがゲームの進行状況をセーブできるなど実験的要素が盛り込まれた。本作は同社から発表されて間もない新基盤「TAITO GNet」でのリリースとなる。ゲームデザインは矢野智士。プロデューサーは山下智久。
プラットフォームは、アーケード、PlayStation、Windows（95/98/Me、ソースネクスト版はXPにも）、iOS/Android。

## ストーリー
シリーズ第一作目『レイフォース』のプロローグとして描かれる。
年号が M.C.（機械世紀/Machinery Century）に変わった未来。大規模ニューロネットワークシステムCon-Humanによって人と機械の領域が埋まることとなり、爆発的な技術進化がもたらされ、政治や生産など全てを委ねた人類は惑星間航行技術を得るほどにまで繁栄。しかし、同時に人口増加という問題を抱えていた。
M.C.0098年。新年号から100年が経過しようとしていたが、外惑星への移民計画に適合する惑星は発見されず凍結。衛星セシリアへの移民計画に一本化せざるを得ない状況となり、この状況下で「人類存続と繁栄」と言う矛盾した道筋が託されたCon-Human自身も、徐々にその模索に困窮していった。
10年後のM.C.0108年。レスリー・マクガイア博士の実験中、Con-Humanに接続していたクローンの意識体が原因不明の事故で取り込まれてしまう。
Con-Humanはこの取りこんだ意識体を、行き詰った人口問題を解決しつつ人類を永続的に保護するための「新たな生命」とみなす。従来よりも高い優先度で保護すべきものと判断し、人と機械の融合を促進すべく肉体を持った人類の排除を決行し暴走する。
本格的な虐殺になる前にこれを食い止めるべく、レスリー・マクガイア博士はCon-Humanの仮想空間ネットワークに接続媒体「ウェイブライダー」で侵入。Con-Human中枢の非常用プログラムに向かう道中、自己防衛のためにCon-Humanを含むあらゆるものを侵食し始めた、かつてのクローンの意識体と遭遇する。

## ゲームシステム
通常モードは全5ステージ構成。人間の脳を模して作られたCon-Humanのステージ名はそれぞれ人間の思考を構成する要素となっている。
前作からの追加要素
- 『レイフォース』から発展的に継承したロックオンレーザー。自機が画面最下段にある状態でレバーを下に入れると、ロックオンサイトが画面下端の敵をロックできるようになった。
- スペシャルアタックは画面内の全ての敵を同時攻撃する「ラウンドディバイダー」。ハイパーレーザーやスペシャルアタックにより獲得した得点は別個画面上に表示される。
- 前半ステージは5つのマップから3つシャッフルもしくは選択となる[2]。ただし導入部分のステージ1と最終ボスのステージ5は固定。
- 侵食率システム（後述）
- イニシャルとパスワード入力によるプレイヤーのプレイ経過の保存[3]

など。
本作は大きな特徴を2つもっている。ひとつは「GNet - Personal data - Administer」と呼ばれるシステムで、これはプレイヤーのデータのネームエントリーをして保存するシステム。このシステムの採用で、得点や攻略記録の保存の他、そのプレイヤーに合わせたゲーム展開が行われるようになっている。もうひとつの「Ground - Part - Arrengement」は、ステージのマップ構成と各ステージ中の敵配置をランダム化する機能。名前を登録することで、前回遊んだマップか新規のマップかを選択できるようになる。

### 機体
WR-01R
コンピュータネットワークCon-Humanへの接続媒体ウェイブライダーの1号機。前方拡散型のショットと、最大8箇所までロックオンして個別攻撃するロックオンレーザーを装備。
WR-02R
ウェイブライダーの2号機。真正面に発射するレーザーショットと、最大16箇所をロックオンして順に攻撃するサンダーレーザーを装備。
WR-03
一定条件を満たすと選択可能になるデータ保存プレイの特典。条件を満たす前でもゲーム開始前に隠しコマンドを入力すれば使えるが、その都度入力しなおす必要がある。全方位ホーミングミサイルと 24箇所までロックオンできる光子魚雷を装備。
光子魚雷は敵に着弾すると爆発。爆風が残っている間にさらに命中させると最大255倍までヒット数とスコア倍率が上昇する。

### ステージ
42パターンある標準マップセット（No表記）から2、3、4面となる3ステージがランダムに選択され、導入ステージから最終ステージ突入前まで流れ続けるBGMが1曲選曲される。
ゲームオーバー後にデータ保存を行うことで、次回プレイ時に前回のマップセット（PREVIOUS）か、未選択からランダムで選ぶ（NEW）かを選択できるほか、後述の条件を満たした場合は5つあるステージから3ステージを任意選択できる（重複は不可）。なお、家庭用のスペシャルモードではステージ順が固定となり、マップやサウンドにも独自のアレンジが施された。
| ステージ     | ステージ名                                       | ボス      |
| ------------ | ------------------------------------------------ | --------- |
| 導入ステージ | Function Part                                    | なし      |
| 昼の都市     | Intelligence Part 知能領域                       | Pro-tor   |
| 高空         | Memory Part 記憶地域                             | Sem-frey  |
| 砂漠         | Emotion Part 感情領域                            | Sem-slut  |
| 水中         | Consciousness Part 意識領域                      | Sem-loke  |
| 夜の都市     | Consideration Part 思考領域                      | Pro-tor   |
| 最終ステージ | Function Part(error) 導入ステージ エラー突如発生 | なし      |
| 最終決戦     | Self part 自我領域                               | Dis-human |
| ???          | ???                                              | Infinity  |

ステージ間の区切りにレイストームの様なホワイトアウト演出はなく、レイフォース同様にノンストップ進行。ボス攻略毎にリザルトともにステージ移動演出が入る。
エンディングは以下の通り。
- ステージ4後に最終ボスDis-Human（ディスヒューマン）を倒すとノーマルエンディング。
- ステージ4到達までに侵食率が100%に達すると強制的にステージが切り替わり、Dis-Humanと対決してバッドエンディングになる。
- ステージ4クリアまでに条件[5]を満たしてDis-Human撃破。スペシャルアタックを吸収して攻撃に変えるなど多彩な攻撃をしてくる真の最終ボスinfinity（インフィニティー）を倒すと、真のエンディングになる。

### 侵食率システム
プレイ画面の端でリアルタイムで上下するパーセンテージ表示。登場する敵を倒さずに逃がすとCon-Humanの侵食率が大幅に上がり、倒すと侵食率が下がる。これが侵食率システムである。
この侵食率に応じて難度が変わるほか、100%に達した場合、アーケード版、家庭用オリジナルモード、iPhone/Android版では「強制的にランクが最高近くになり最終ボスに移行、必ずバッドエンディングになる」。家庭用スペシャルモードでは「60分の1秒ごとに1000点の減点」が課される。
アーケード版では80%を超えると侵食率が大幅に下がる救済キャラクターが多数出現するので通常プレイで侵食率が100%に達することはまず無い。
クリア時のボーナスも侵食率が低いほど高くなるが、例外的に90%以上の場合は逆に高くなる。
なお、侵食率とは別に内部で256段階のゲームランクも設定されており、敵の攻撃の激しさなどはこちらで決定される。隠しコマンドで難度MAX設定というものがあるが、これは256段階より更に上の最高難度でランクを固定してプレイするモードであり、その難度は非常に高い。

### プレイ経過の保存
TAITO G-Netはプレイヤーのプレイデータを保存する機能を持つ。
プレイヤーは初回プレイ時にプレイヤーネームとなる3文字と、最後にパスワードとなる1文字を入力。以後、基板はネームごとにプレイ経過を記録する。プレイヤーは再プレイ時にネームとパスワードを入力すれば、プレイ経過（ハイスコア、マップパターンのプレイ状況など）を継続して使用することができる。エントリーした場合の特典として、以下のものが挙げられる。
- ステージスタートの前に、前回プレイ時のマップパターンを使用するか否かを選択できる。
- ハイスコアランキングのネームが自動登録される。
- 自分のハイスコア、プレイ回数などが記録される。

またコマンド入力でもできるが、デフォルトで選択できるようになるものとして、
- 次回プレイでのマップセット選択でNEWを選択し続け、42のマップパターンを全てプレイする（クリアする必要はない）と、自由にマップパターンをセレクトできる。
- ステージ2（エリア1）で上記5ステージを全てプレイしたことがあり、かつ真の最終ボスinfinityを撃破した場合、隠し機体WR-03が選択可能になる。
- infinityを倒す前でも裏技としてコインを入れた後「↑→↑→↓↑←AB」と入力することで選べるようになる。ただし、こちらは毎回入力が必要である。
- 同様に「↑→↓←AAABCCCC」と入力することで、マップパターンの任意選択の一時解放と、プレイ中に条件を満たさなくともinfinityが強制出現するようになる。

データは64人分まで保存され、これを超える人数がエントリーした場合は、最も古いデータから順に消去される。
データ管理システムは家庭用でも採用されている。

## 家庭用移植版
家庭用には、単体でも移植されたほか、前作『レイストーム』とカップリングされ『SIMPLE1500シリーズ Vol.75 THEダブルシューティング ～レイストーム×レイクライシス～』としてもリリースされた。また2017年8月9日には「初の完全移植」を謳ってiOS/Androidにも移植された。
2023年3月9日に発売する『レイズ アーケード クロノロジー』では、レイシリーズの一作としてアーケード版を収録。こちらは解像度をHDリマスター化した「レイクライシスHD」も収録される。両モード共通で、ガジェット機能やリワインド、リプレイなどの機能が実装されている。
PS/PC版には、アーケード版からの変更点が多い。
全ステージセレクト可
5つの全ステージを任意に選択できる（重複も可）。その為固定ステージはCONNECT演出前の導入部のみ。
プレイ画面の変更
1人プレイ専用となった為、それに応じて画面レイアウトのアレンジがなされた。
ローディング画面
ステージ導入部分のCONNECT演出時やステージクリア時、及びボス前に画面が暗転するローディングがあり、アーケード版とは違ったCONNECT画面とステージクリア画面、ボス出現前にボス名が表示されるダライアスのようなアラート画面の演出がある。その為アーケード版のBGMが途切れることなくステージが進むノンストップ進行は無くなっている。
ボス耐久力表示のオミット
ステージボスの周囲に表示されていた耐久力を示すリングオブジェクトがオミット。
自機のカラーチェンジ
自機のカラーを4パターンから選択できる。
スペシャルモード
アレンジされたステージを通しでプレイするモード。ステージ順が固定で、アイテム効果が一新、自機が常にフルパワーなど、多くの変更が加えられている。BGMも新作。コンティニューは無く、スコアが記録されるのは最後までクリアした時のみ。製作者曰く「難易度を最高に設定しサバイバルゲームにするのが本当の遊び方」とのこと。
ステージ6発生条件の易化
「ノーコンティニュー、かつdis-human撃破後の侵食率25%以下」だったものが「コンティニュー5回以内で（侵食率を100%にせずに）5ステージ通してクリア」に変更となった。
隠し機体の変更
アーケード版で隠し機体であったWR-03がデフォルトで使用可能。また、WR3機種全てでinfinityを撃破すると、前作『レイストーム』の機体R-GRAY1･R-GRAY2が出現する。R-GRAYシリーズの性能は、前作『レイストーム』に近く、総合的な攻撃力が高くなるように調整されているが、スペシャルアタックの範囲がやや狭く、画面下端へのロックオンもできない。
ポケットレイ
PocketStationにミニゲーム『ポケットレイ』をダウンロードできる。『ポケットレイ』をクリアしたデータをロードすると、スペシャルアタックのゲージ増加速度が3倍になるオプションを選択可能になる。
アートギャラリー
スペシャルモードを最後までクリアすると、オプションの項目を選択すると作品を描いたアートギャラリーが見られる。
iOS/Android版のアーケードモードはノンストップ進行も含めてアーケード版を概ね完全移植しているが、PS版と同じくWR-03が最初から使用可能である。またPS版のスペシャルモードと同じBGMを使用した、全ステージを通してプレイする「リミックスモード」が追加されている。ただしリミックスモードのBGM以外の要素はアーケード版準拠であり、R-GRAY系列機は登場せず、infinityの出現条件もアーケード版と同じになっているなど全体的にはアーケード版ベースの移植の趣が強い。

## 音楽
本作もBGMはZUNTATAのTAMAYO（河本圭代）が担当。本作のサウンドトラックも、ZUNTATA独自の本作のオリジナルストーリーがつづられている。なお、本作のBGMは1つのBGMがステージ1-4を通して流れる仕様で、ステージ2に選択されたステージによりBGMが決まる。家庭用スペシャルモードもこれに準じているが、ステージ構成は固定なので、楽曲もオリジナルの道中用と最終ボス用の新曲がそれぞれ1曲ずつのみである。2017年に配信されたiOS/Android版には下田祐による新アレンジが1曲追加されている。